# گویوی سیسااوری
گویوی سیسااوری (به گرجی: გივი სისაური) (به انگلیسی: Guivi Sissaouri) (زادهٔ ۱۵ آوریل ۱۹۷۱) کشتی‌گیر بازنشستهٔ کشور کانادا است که در دسته‌های سبک‌وزن کشتی آزاد فعالیت می‌کرد. او برندهٔ مدال نقرهٔ المپیک ۱۹۹۶ آتلانتا و نیز برندهٔ یک مدال طلا (۲۰۰۱)، یک نقره (۱۹۹۵) و دو برنز (۱۹۹۷، ۱۹۹۸) از مسابقات قهرمانی کشتی جهان است.
سیسائوری همچنین دارای افتخارات دیگری از جمله یک مدال طلا (۱۹۹۹) و یک نقره (۲۰۰۳) از بازی‌های پان امریکن، مدال طلای بازی‌های کشورهای همسود (۲۰۰۲) و مدال طلای جام جهانی کشتی (۲۰۰۲) است. این کشتی‌گیر گرجی‌تبار در المپیک ۲۰۰۰ سیدنی نیز حضور داشت که با شکست از علیرضا دبیر در مرحلهٔ گروهی حذف شد.